# Walter Joseph Schoenherr
Walter Joseph Schoenherr (* 28. Februar 1920 in Center Line, Michigan; † 27. April 2007 in USA) war Weihbischof im Erzbistum Detroit.

## Leben
Walter Joseph Schoenherr empfing am 27. Oktober 1945 die Priesterweihe durch den Erzbischof von Detroit, Edward Aloysius Mooney.
Am 8. März 1968 wurde er von Papst Paul VI. zum Weihbischof in Detroit sowie Titularbischof von Timidana ernannt. Die Bischofsweihe spendete ihm Erzbischof John Francis Dearden am 1. Mai desselben Jahres. Mitkonsekratoren waren der Bischof von Lansing, Alexander Mieceslaus Zaleski, und der Detroiter Weihbischof Joseph Matthew Breitenbeck.
Am 7. März 1995 nahm Papst Johannes Paul II. sein altersbedingtes Rücktrittsgesuch an.
Schoenherr war Mitglied der Kolumbusritter.